# Федоров Леонід Володимирович
Фе́доров Леоні́д Володи́мирович (нар. 28 січня 1963, Москва, СРСР) — радянський та український футболіст, що виступав на позиції півзахисника. Найбільше відомий завдяки виступам у складі кіровоградської «Зірки», чернівецької «Буковини» та низки інших українських і радянських клубів.

## Життєпис
Леонід Федоров народився в Москві. Футболом почав займатися у ДЮСШ Радянського району столиці СРСР. З 17-річного віку залучався до ігор дублюючого складу московського «Локомотива», а у 1984 році дебютував у першій команді «залізничників», провівши 8 ігор у чемпіонаті першої ліги. Наступний сезон Федоров розпочав у кіровоградській «Зірці», кольори якої захищав протягом трьох сезонів. У 1988 році певний час виступав у дублі харківського «Металіста» після чого опинився в сімферопольській «Таврії», транзитом через яку перейшов до чернігівської «Десни».
У 1990 році Федоров пристав на пропозиції чернівецької «Буковини» і у першому ж сезоні здобув «золото» групи «Захід» другої ліги чемпіонату СРСР. Протягом п'яти сезонів він був одним з лідерів чернівецького клубу, допоки не повернувся до Кіровограда, де продовжив виступи у складі «Зірки-НІБАС». У сезоні 1994/95 команда здобула перемогу у першій лізі чемпіонату України та отримала право на підвищення у класі. У Кіровограді Федоров провів два з половиною роки, після чого на півсезона перейшов до вінницької «Ниви». Втім, після вояжу до Вінниці півзахисник знову повернувся до лав «Зірки», де, однак, ключової ролі вже не відігравав. Закінчив виступи Федоров у складі охтирського «Нафтовика» у 2000 році.

## Досягнення
- Переможець першої ліги чемпіонату України (1): 1994/95
- Переможець зони «Захід» другої ліги чемпіонату СРСР (1): 1990